# همایون (دستگاه موسیقی)
دستگاه همایون یکی از دستگاه‌های ردیف موسیقی ایران است.
از نظر فواصل، دانگ اولِ دستگاه همایون به دستگاه شور نزدیک است و از طریق گوشه‌های دیگرش امکان پرده‌گردانی به دستگاه‌های نوا، سه‌گاه و چهارگاه را نیز فراهم می‌کند. آواز شوشتری و آواز بیات اصفهان نیز از ملحقات این دستگاه به‌شمار می‌آیند. از دیگر گوشه‌های مهم این دستگاه می‌توان به گوشهٔ «بیداد» اشاره کرد.
دستگاه همایون به خاطر احساس شاهانه و اشرافی‌اش شناخته می‌شود.

## تاریخچه
ریشهٔ نام این دستگاه، واژهٔ «هماگون» است که معنای فرخنده یا خجسته دارد. عبدالقادر مراغی موسیقی‌شناس قرن نهم هجری از همایون به عنوان یکی از شعبات بیست‌وچهارگانه نام برده‌است که شامل برخی نغمه‌های مقام زنگوله و برخی نغمه‌های مقام رهاوی است؛ اما فواصل آن شعبه و آنچه امروزه به عنوان دستگاه همایون شناخته می‌شود مطابقت ندارد و نمی‌توان آن را منشأ دستگاه همایون شمرد.

## ساختار
گام همایون در موسیقی امروزی به شکل زیر تعریف می‌شود:

گام همایون

فرهاد فخرالدینی همچنین به گونهٔ مشابهی از گام همایون که توسط ابوالحسن صبا در ردیف او برای ویولن معرفی شده اشاره کرده‌است که در آن درجهٔ ششم ربع پرده بالاتر قرار دارد. صبا این نوع از همایون را بر پایهٔ نت می‌معرفی کرده ولی در تصویر زیر برای راحتی مقایسه، این گام بر پایهٔ سل بازنویسی شده‌است. فواصل این گام، با گام چهارگاه مطابقت دارد و فخرالدینی نیز ذکر می‌کند که در برخی ردیف‌ها همایون پس از مختصر توقفی در درآمد، به چهارگاه همنام خود پرده‌گردانی می‌کند. هرمز فرهت حتی پا را از این فراتر گذاشته و در دستگاه همایون گوشه‌ای با نام «چهارگاه» معرفی می‌کند. با این حال، فخرالدینی خود نیز در توصیف گام همایون، درجات دوم و ششم را دارای «علامت ربع پرده‌ای» توصیف می‌کند. در مقابل هرمز فرهت درجهٔ ششم را فاقد علامت ربع پرده توصیف می‌کند؛ او اشاره می‌کند که درجهٔ سوم زیر نت پایه (دو نت بمتر از نت پایهٔ همایون) معمولاً ریزپرده‌ای است، اما درجهٔ ششم چنین نیست.

گام همایون به تعریف ابوالحسن صبا

از این جهت، گام همایون به گام دستگاه شور نزدیکی دارد (در هر دوی آن‌ها، درجهٔ دوم گام سه ربع پرده با درجهٔ اول گام فاصله دارد) اگر چه در شور درجهٔ سوم گام نیم‌پرده پایین‌تر است. در درآمد همایون نیز مانند شور، درجهٔ دوم نت شاهد دانسته می‌شود. تفاوت گام همایون و شور در درجهٔ سوم آن‌ها (که در همایون نیم‌پرده بمتر است)، توسط برخی نظریه‌پردازان با تفاوت گام‌های بزرگ و کوچک در موسیقی غربی مشابهت داده شده‌است.
همچنان که پیشتر ذکر شد، در نظریه ادوار همایون به عنوان یکی از شعبه‌های بیست‌وچهارگانه ذکر شده بوده که فواصل آن با دودانگی دستگاه همایون امروزی متفاوت است:

شعبه همایون

همچنین داریوش طلایی در نظریه‌ای، تمام دستگاه‌های موسیقی ایرانی را با کمک چهار دانگ قابل دستیابی می‌داند؛ وی دودانگیِ دستگاه همایون را محصولی از پیوستن یک دانگ شور به یک دانگ چهارگاه بر می‌شمرد، به این شکل:

دودانگی همایون بر اساس نظریهٔ داریوش طلایی

در بیشتر ردیف‌هایی که فخرالدینی به آن‌ها استناد کرده، همایون یا بر پایهٔ نت می نوشته شده یا بر پایهٔ نت لا.

### پرده‌گردانی

مقایسهٔ دانگ اول سه‌گاه با درجات همایون

گوشه‌هایی که اسباب پرده‌گردانی را در همایون فراهم می‌کنند عبارتند از عشاق و عزال، و منصوری. پرده‌گردانی‌های دیگری نیز در همایون ممکن است که نزد موسیقی‌دانان قدیمی مرسوم‌تر بوده، از جمله به چهارگاه و سه‌گاه. به دلیل شباهت شور و همایون، با بم کردن نت سوم گام همایون به میزان نیم‌پرده می‌توان وارد شور شد. همایون را می‌توان به دستگاه چهارگاه نیز ارتباط داد و این کار با افزودن نیم‌پرده به نت ششم گام همایون و کم کردن ربع پرده از نت پنجم امکان‌پذیر است که گوشهٔ منصوری را تداعی می‌کند. عکس همین عمل و گذر از چهارگاه به همایون نیز در گوشهٔ مخالف دستگاه چهارگاه قابل اجراست.
پرده‌گردانی به دستگاه سه‌گاه نیز با کمک گوشهٔ زابل میسر است. نزدیکی درجات دانگ اول سه‌گاه با درجات حول و حوش نت پایهٔ همایون، امکان اجرای زابل در هر دو دستگاه را فراهم می‌کند.
فرهت معتقد است که در میان دستگاه‌های موسیقی ایرانی، پرده‌گردانی در همایون زودتر از بقیهٔ دستگاه‌ها رخ می‌دهد، چنانکه خواننده یا نوازنده پس از اجرای درآمد به سرعت از همایون به یک دستگاه یا آواز دیگر می‌رود؛ اما در مقابل فرود به محور اصلی دستگاه همایون گاه طولانی‌تر است تا این محور اصلی به خوبی به شنونده یادآوری بشود.

## گوشه‌ها
گذشته از درآمد دستگاه، مهم‌ترین گوشه‌های دستگاه همایون به شرح زیر هستند.
چکاوک
به گفتهٔ فخرالدینی، این گوشه معمولاً با یک جملهٔ کوتاه به عنوان مقدمه با ساز آغاز می‌شود و پس از آن یک یا دو بیت شعر خوانده می‌شود. شاهد آن درجهٔ چهارم همایون است و نت شاهد آن یا همان نت شاهد است یا نت پایه.
اما فرهت این گوشه را چنین تعریف می‌کند: تمرکز روی درجهٔ هفتم است، نت شاهد آن درجهٔ چهارم همایون است، درجهٔ دوم (که نت شاهد درآمد همایون بود) اهمیتش را از دست می‌دهد.
بیداد
این گوشه هم ابتدا با یک جملهٔ سازی شروع شده و پس از آن همراهش یک یا دو بیت شعر خوانده می‌شود. نت شاهد آن درجهٔ پنجم همایون و نت ایست آن درجهٔ چهارم همایون است. گوشهٔ بیداد در منطقهٔ وسط همایون اجرا می‌شود و با بالارفتن به سمت درجهٔ ششم، زمینه را برای اوج دستگاه فراهم می‌کند.
به عقیدهٔ هرمز فرهت گوشهٔ بیداد احتمالاً جزو گوشه‌های جدیدتر در ردیف موسیقی ایرانی است. گوشهٔ بیداد در تمام اجراهای دستگاه همایون، حتی اجراهای کوتاه‌تر، همیشه اجرا می‌شود و معمولاً در اواسط اجرای دستگاه به کار گرفته می‌شود. این گوشه دارای شخصیتی «عاشقانه» توصیف شده‌است.
نی‌داود
فخرالدینی می‌نویسد که این گوشه از درجهٔ سوم همایون آغاز می‌شود و نت شاهد آن درجهٔ پنجم و نت ایست آن نت پایه همایون است. اما فرهت آن را مشابه گوشهٔ بیداد می‌داند و معتقد است که می‌توان آن را بخشی از گوشهٔ بیداد نیز تلقی کرد.
عشاق
این گوشه، در اوج دستگاه اجرا می‌شود. شاهد ان درجهٔ هشتم و ایست آن درجهٔ پنجم و سپس درجهٔ چهارم است. درجهٔ ششم در گوشهٔ عشاق نت متغیر است و در ملودی‌های بالارونده ربع پرده زیرتر می‌شود. درجهٔ نهم همایون نیز در اوج ربع پرده پایین آورده شده و بکار می‌شود (که از این جهت مشابه اوج دستگاه شور نیز هست).
باوی
ملودی آن بیشتر در اطراف درجهٔ چهارم و پنجم دور می زند و حالتی شبیه به گوشهٔ بیداد و آواز بیات اصفهان پیدا می‌کند، اما گاهی نیز به اوج همایون راه پیدا می‌کند.
ابوالچپ
شاهد و ایست آن درجهٔ چهارم همایون است و خاتمهٔ آن در نت پایهٔ همایون. این گوشه وسعت زیادی دارد و شامل یک فاصلهٔ هفتم کوچک می‌شود.
راوندی
شاهد و ایست این گوشه درجهٔ چهارم همایون است و گاهی جزئی از گوشهٔ ابوالچپ نیز محسوب شده‌است. نام آن احتمالاً مرتبط است با منطقه‌ای به نام «راوند» که از توابع قزوین بود.
موره
این گوشه در واقع فرود به همایون است که پس از ابوالچپ و راوندی اجرا می‌شود. در این گوشه درجهٔ سوم ربع پرده و درجهٔ چهارم نیم پرده پایین می‌آیند (و نسبت به هم فاصلهٔ دوم کم‌کوچک پیدا می‌کنند) ولی بعد به جای خود باز می‌گردند.
لیلی و مجنون
شاهد آن درجهٔ چهارم و ایست آن ابتدا درجهٔ دوم (همان شاهد همایون) و سپس نت پایهٔ همایون است. این گوشه معمولاً با یک یا دو بیت از منظومهٔ لیلی و مجنون اجرا می‌شود.
طرز
در گوشهٔ طرز نت شاهد درجهٔ چهارم و نت ایست درجهٔ دوم همایون است.
نوروز عرب، نوروز صبا، نوروز خارا
این گوشه‌ها در قدیم پس از گوشهٔ طرز اجرا می‌شدند. این گوشه‌ها نهایتاً با فرودی به نام «بال کبوتر» که از وصل درجهٔ هشتم به درجهٔ چهارم حاصل می‌شده به همایون باز می‌گشتند. امروزه این گوشه‌ها در چارچوب دستگاه راست‌پنج‌گاه شناخته و اجرا می‌شوند.
نفیر
این گوشه نیز در اوج همایون اجرا می‌شود (و احتمالاً نام گوشه نیز به صدای نفیرمانند خواننده در اوج آواز اشاره دارد). شاهد آن درجهٔ هشتم و ایست آن درجهٔ پنجم است. درجهٔ ششم نیز مانند گوشهٔ عشاق، نت متغیر است. در گوشهٔ نفیر درجهٔ نهم نیز ربع پرده پایین‌تر می‌آید و جمعاً وسعت ملودی در این گوشه بک فاصلهٔ هفتم کاسته است.
فرنگ
گوشهٔ فرنگ گوشه‌ای موزون و سازی است که پس از نفیر نواخته می‌شود. فرصت شیرازی در بحورالالحان گفته که به این گوشه «شوشتری سرگردان» هم گفته می‌شود.
زابل
نت شاهد و ایست آن منطبق بر نت پایه همایون است و ملودی آن تنها متکی بر درجات یک دانگ همایون است. زابل در اصل از گوشه‌های دستگاه سه‌گاه است اما چون درجات دانگ اول سه‌گاه با درجات نزدیک به نت پایه همایون مطابقت می‌کنند، اجرای آن در همایون نیز میسر است.
از گوشهٔ زابل می‌توان برای پرده‌گردانی به دستگاه شور نیز استفاده کرد.
بیات عجم
در واقع نوع دیگری از گوشهٔ زابل است. شاهد آن درجهٔ هشتم و خاتمه‌اش در درجهٔ چهارم همایون است. به عقیدهٔ فرهت، در دستگاه همایون گوشهٔ زابل معمولاً با گوشهٔ بیات عجم دنبال می‌شود و پس از آن فرود سه‌گاه اجرا می‌شود اما سپس به همایون بازگشت می‌شود.
عُزّال
این گوشه در اصل مربوط به دستگاه شور است. تمام گوشه‌های اوج همایون (عشاق، نفیر، زابل و بیات عجم) زمینه را برای تغییر از همایون به شور از طریق درجهٔ هشتم همایون فراهم می‌کنند. گوشهٔ عزال، این پرده‌گردانی را کامل می‌کند. بدیهی است که در این گوشه درجهٔ دهم (سوم) همایون نیم‌پرده پایین می‌آید تا با شور منطق بشود.
فرهت گوشهٔ عزال را هم در دستگاه همایون و هم در دستگاه شور جزو گوشه‌های اوج دستگاه طبقه‌بندی می‌کند.
دَناسِری
محور ملودی این گوشه ابتدا در درجهٔ هفتم و ایست آن در درجهٔ چهارم است؛ سپس سیر ملودی از درجهٔ هشتم گذشته و پس از مدتی به درجهٔ پنجم باز می‌گردد و در آنجا پایان می‌یابد. حالت آن شبیه به گوشهٔ عشاق است و مطلوب است که پس از عشاق نواخته شود.
گوشهٔ دناسری در واقع در مسیر بازگشت همایون از اوج به نت پایه است. همایون پس از بسط و پرورش لازم در منطقهٔ اوج، از این طریق ابتدا به منطقهٔ میانی باز می‌گردد و نهایتاً به مایهٔ اصلی فرود می‌آید.
شوشتری
شوشتری یکی از مهم‌ترین گوشه‌های دستگاه همایون است. شاهد آن درجهٔ چهارم و ایست آن درجهٔ دوم و خاتمهٔ آن درجهٔ اول همایون است. تکیهٔ اصلی شوشتری بر یک دورهٔ پنج‌نتی به فاصلهٔ پنجم درست است که از درجهٔ اول تا پنجم را شامل می‌شود. گوشه‌های میگُلی، مَرودشتی و بهبهانی نیز جزو ملحقات شوشتری محسوب می‌شوند.
منصوری
این گوشه در اصل در دستگاه چهارگاه قرار دارد و راهی را برای پرده‌گردانی از شوشتری به چهارگاه فراهم می‌کند.
از همایون به دو طریق می‌توان به چهارگاه پرده‌گردانی کرد. یکی آن که به چهارگاهِ همنام خود برود (مثلاً از همایونِ می‌به چهارگاه می) و دیگری آن که به چهارگاهی که یک فاصلهٔ چهارم درست بالاتر قرار دارد برود (مثلاً از همایون می‌به چهارگاه لا). اگر این گذار از مسیر اول رخ بدهد، به عقیدهٔ فرهت گوشه‌ای که به دست می‌آید را می‌توان «چهارگاه» نامید (اگر چه در دستگاه همایون است). اما اگر این گذار به روش دوم صورت بگیرد، از طریق عبور از گوشهٔ شوشتری به گوشهٔ منصوری میسر می‌گردد. از آنجا که دو دانگ چهارگاه دارای فواصل مشترکی هستند، در نتیجه هر دوی آن‌ها می‌توانند جای دانگ اول همایون قرار بگیرند. در نتیجه گوشهٔ موالیان (از چهارگاه) نیز می‌تواند برای پرده‌گردانی به همایون استفاده شود.
شاهد گوشهٔ منصوری نیز مانند شوشتری، درجهٔ چهارم همایون است و نت ایست آن در ابتدا نت پایهٔ همایون است ولی در ادامه به نت چهارم همایون تغییر می‌کند. همچنین در گوشهٔ منصوری درجهٔ پنجم همایون ربع پرده پایین می‌آید و درجهٔ ششم ربع پرده بالا می‌رود (که همان تبدیل به چهارگاه است). وسعت ملودی در منصوری حدود یک فاصلهٔ هشتم درست است.
گوشهٔ منصوری نهایتاً می‌توان به شوشتری فرود بیاید و پس از آن نیز به مایهٔ اصلی همایون بازگشت کند.
مُوالیان
فرهت از این گوشه پس از گوشه‌های درآمد و پرده‌گردانی‌هایی که به چهارگاه ممکن هستند یاد می‌کند. او می‌نویسد که دستگاه همایون معمولاً از وسط دستهٔ سازهایی مثل تار و سه‌تار شروع می‌شود و برخلاف باقی دستگاه‌ها که از بالای دسته (بم‌ترین نت‌های ساز) شروع می‌شوند و تدریجاً به اوج می‌رسند، برای همایون این چنین مسیری مقدور نیست چرا که از گسترهٔ سازی و آوازی خارج می‌شود. لذا به کمک گوشهٔ موالیان ابتدا نت ایستِ دستگاه چند درجه پایین‌تر آورده می‌شود تا پس از آن بتوان اوج دستگاه را در تناسب با این درجات پایین‌تر اجرا کرد.
اما فخرالدینی موالیان را گوشه‌ای از دستگاه همایون نمی‌داند و آن را جزء دستگاه چهارگاه می‌داند.
بختیاری
شاهد آن درجهٔ دوم همایون او ایست آن درجهٔ اول همایون است. این گوشه معمولاً با دوبیتی‌های باباطاهر خوانده می‌شود. اگر چه وسعت ملودی در آن به اندازهٔ یک هفتم کوچک است اما بیشتر تمرکز آن بر درجات دانگ اول همایون (یعنی یک چهارم درست) استوار است.
مؤلف (یا موآلف)
در این گوشه ابتدا درجهٔ سوم همایون دو نیم پرده پایین می‌آید و با درجهٔ دوم فاصلهٔ دوم کم‌کوچک پیدا می‌کند و سپس به جای اصلی خود باز می‌گردد. شاهد و خاتمهٔ این گوشه در درجهٔ اول همایون و ایست آن در درجهٔ پنجم همایون است.
فرهت نیز به تغییری که در این گوشه در درجهٔ سوم همایون داده می‌شود اشاره می‌کند و آن را یکی از موارد نادری ذکر می‌کند که فاصلهٔ دوم کم‌کوچک در موسیقی ایرانی به کار می‌رود. به عقیدهٔ فرهت، گوشه‌های بختیاری یا موآلف آخرین گوشه‌های دستگاه همایون هستند و پس از آن به محور اصلی دستگاه فرود می‌آیند و اجرای دستگاه تمام می‌شود. اما فخرالدینی چند گوشهٔ دیگر نیز برای دستگاه همایون ذکر می‌کند که در زیر آمده‌است.
دلنواز
شاهد و ایست آن در درجهٔ چهارم و خاتمه‌اش در درجهٔ پنجم همایون است.
نی‌ریز
شاهد آن درجهٔ پنجم همایون و نت ایست آن درجهٔ سوم همایون است. خاتمه‌اش در درجهٔ اول همایون است.
گوشهٔ نی‌ریز در دستگاه‌های ماهور، راست‌پنج‌گاه و نوا نیز اجرا می‌شود.
جامه‌دران
جامه‌دران
شاهد گوشهٔ جامه‌دران درجهٔ پنجم و ایست آن درجهٔ دوم همایون است. فرصت شیرازی در بحورالالحان راجع به این گوشه نوشته که «جامه‌دران در متمم همایون مطلوب است». جامه‌دران نهایتاً به مایهٔ اصلی همایون فرود می‌آید.
نام جامه‌دران به جامه دریدن (به دلیل از خود بی خود شدن) اشاره دارد؛ گفته می‌شود که نکیسا تصنیفی به همین نام را چنان می‌نواخت که حضار مجلس «جامه‌ها بر تن پاره کردند و مدهوش گردیدند.» گوشهٔ جامه‌دران در آوازهای بیات ترک و افشاری نیز به کار می‌رود، و در برخی منابع، نام آن در آواز افشاری «مویه افشاری» ذکر شده تا از گوشهٔ جامه‌دران در دیگر دستگاه‌ها تفکیک شود. وحشی بافقی نیز در یکی از ترجیع‌بندهای خود به این گوشه اشاره کرده‌است:
| مطرب به نوای ره ما بی‌خبران زن |  | تا جامه درانیم ره جامه دران زن |
| — وحشی بافقی                  |  |                                |

صوفی‌نامه یا ساقی‌نامه
این گوشه در اصل مربوط به دستگاه ماهور است اما از آنجا که درجاتش با همایون مطابقت دارد اجرای آن در همایون نیز متداول است. گاهی نیز گوشه‌ای که در ماهور اجرا شود را ساقی‌نامه و آن که در همایون اجرا شود را صوفی‌نامه می‌خوانند. شعرای بسیاری آثاری با نام «ساقی‌نامه» سروده‌اند (از جمله حافظ، نظامی گنجوی و سعدی) و در این گوشه چند بیت از یکی از این اشعار اجرا می‌شود.
پس از اتمام آوازِ ساقی‌نامه، معمولاً یک رِنگ اجرا می‌شود و نواختن دستگاه همایون به اتمام می‌رسد.

### رنگ‌ها
از رِنگ‌های معروفی که در خاتمهٔ دستگاه همایون نواخته می‌شوند، «رنگ فرح» (یا فرح‌انگیز) و «رنگ شهرآشوب» معروف‌تر هستند. (در بحورالالحان رنگ «نستوری» یا «نستاری» نیز به عنوان یکی از رنگ‌های همایون آمده اما فخرالدینی این رنگ را متعلق به دستگاه نوا می‌داند.) رنگ فرح یک رنگ سه‌ضربی با وزن سنگین است که مخصوص دستگاه همایون است. این رنگ در ۱۶۹ میزان نوشته شده‌است و ریتم مشخصی دارد. رنگ فرح‌انگیز همچنین فرم مشخصی دارد که شامل یک بندِ برگردان است که در لابه‌لای دیگر قسمت‌ها تکرار می‌شود؛ این بند برگردان که در ابتدای رنگ نیز اجرا می‌شود شش میزان دارد که دو میزان آن دو بار اجرا می‌شوند (جمعاً هشت میزان). رنگ شهرآشوب دو ضربی است با ریتم 6
8 و ضرب‌آهنگی معتدل دارد. یک نسخه از این رنگ در ۳۴۴ میزان نت‌نویسی شده که اجرایش نزدیک به ۷ دقیقه زمان می‌برد.

### آواز بیات اصفهان

رابطهٔ آواز بیات اصفهان و دستگاه همایون

آواز اصفهان یا بیات اصفهان، یکی از مشتقات دستگاه همایون است. نت پایهٔ گوشهٔ بیات اصفهان درجهٔ چهارم همایون است و همین نت، نقش نت ایست را هم دارد. درجهٔ چهارم در واقع مرزِ دو دانگ پیوستهٔ همایون است، و از همین رو همواره مرکزیت خود را در دستگاه همایون حفظ می‌کند. درجهٔ یکم همایون نیز در آواز بیات اصفهان در نقش نت نمایان ظاهراً می‌شود و در واقع بم‌ترین تکیه‌گاه ملودی آواز بیات اصفهان است.
آواز بیات اصفهان خود گوشه‌هایی را شامل می‌شود از جمله جامه‌دران، بیات راجع (یا بیات راجه)، حزین، عشاق (اوج)، رُهاب، شاه‌ختایی، سوز و گداز، راز و نیاز، مثنوی، و رنگ فرح‌انگیز.

## احساس
روح‌الله خالقی آواز همایون را چنین توصیف کرده‌است: باشکوه، مجلل و آرام، و در عین حال مؤثر و جذاب و دلربا و زیبا. وی همایون را معجونی از تمام عواطف و صفات روحانی علی دانسته که به مثابه اسمش، همایون است. به همایون حالتی شاهانی و اشرافی نسبت داده‌اند، و این که علی‌رغم این حالتش زمینه اجرای لالایی‌ها و ترانه‌های زورخانه‌ای نیز هست را از ویژگی‌های منحصر به فرد این دستگاه برشمرده‌اند. داریوش صفوت از همایون به عنوان دستگاهی «عجیب» یاد می‌کند که می‌تواند همزمان حس خوشبختی و غم را برانگیزد. وی گوشهٔ ساقی‌نامه را (که در انتهای دستگاه همایون یا ماهور اجرا می‌شود) دارای حالتی قدسی توصیف کرده‌است.

## نمونه‌ها
آلبوم بیداد با آهنگسازی پرویز مشکاتیان و آواز محمدرضا شجریان، آلبوم بی‌قرار با آهنگسازی محمدجلیل عندلیبی و آواز شهرام ناظری و آلبوم پیغام اهل دل (همایون‌مثنوی) با آواز محمدرضا شجریان و نوازندگی سنتور منصور صارمی از جمله آثار مشهوری هستند که در این دستگاه ساخته شده‌اند.
تصنیف «سرگشته» (یا «تو ای پری کجایی») با شعر هوشنگ ابتهاج و آهنگسازی همایون خرم که اولین‌بار توسط حسین قوامی اجرا شد، در دستگاه همایون است. تصنیف بهار دلنشین نیز که ساختهٔ روح‌الله خالقی است و غلامحسین بنان آن را اولین بار اجرا کرد، در آواز بیات اصفهان خوانده شده که از ملحقات دستگاه همایون است. تصنیف خزان عشق با آهنگسازی جواد بدیع‌زاده که اولین بار توسط غلامحسین بنان اجرا شده است و تصنیف امشب شب مهتابه ساختهٔ علی‌اکبر شیدا (از آهنگسازان دوران قاجاریه) نیز از تصنیف‌های دیگر در آواز بیات اصفهان هستند.
تصنیف طاقتم ده که آن نیز ساختهٔ همایون خرم است و اولین بار توسط مرضیه اجرا شد، در گوشهٔ بیداد دستگاه همایون است.